# Hoger algemeen voortgezet onderwijs
Het hoger algemeen voortgezet onderwijs, dat veelal afgekort wordt met het acroniem havo, is het op een na hoogste niveau binnen het voortgezet onderwijs in het Koninkrijk der Nederlanden en Suriname. Het havo is in principe geen eindonderwijs – het is algemeen vormend (theoretisch) en geen beroepsopleiding (Bildung versus Ausbildung). Het havodiploma is een startkwalificatie. Van alle scholieren in het voortgezet onderwijs in Nederland gaat ongeveer twintig procent naar het hoger algemeen voortgezet onderwijs. Ter vergelijking: zestig procent gaat naar het vmbo, twintig procent naar het vwo.
Een havo-opgeleide heeft in vergelijking met een gediplomeerde mbo'er in de regel inhoudelijk breder onderwijs genoten. Het taal- en wiskundeleerplan ligt op een hoger niveau dan dat van het mbo. De landelijke kwaliteitseisen (eindtermen) van de havo zijn bovendien geborgd in een Centraal Examen. Een examinandus kan ook voor het staatsexamen kiezen. Het staatsexamendiploma havo heeft dezelfde waarde als een havodiploma verkregen via het reguliere schoolexamen.
Deze opleiding duurt vijf jaar. De havo is bedoeld voor leerlingen van twaalf tot zeventien jaar, en sluit aan op de basisschool, het vmbo-t en tot 1999 het mavo (alle vakken op D-niveau). De havo bereidt leerlingen voor op het hoger beroepsonderwijs (hbo). Met een bewijs dat de eerste drie jaar goed zijn doorlopen, kan een leerling doorstromen naar een vakopleiding of een middenkaderopleiding in het mbo. Het havodiploma geeft toegang tot het vwo en een havoleerling kan deelnemen aan een versneld mbo-traject. Iemand die op de havo zit heet een havist of een havoër.
- vwo-advies: 12 + 6 jaar vwo = 18 jaar → universiteit
- havoadvies: 12 + 5 jaar havo + 1 jaar hbo (propedeuse) = 18 jaar → universiteit
- havoadvies: 12 + 5 jaar havo = 17 jaar → hbo of mbo (mbo versneld)
- vmbo-advies: 12 + 4 jaar vmbo(-t) + 2 jaar havo = 18 jaar → hbo of mbo (mbo versneld)
- vmbo-advies: 12 + 4 jaar vmbo + 4 jaar mbo = 20 jaar → hbo

De invoering van het studiehuis op de havo heeft de aansluiting met het hbo ernstig verslechterd. Opleiders in het hbo zijn van mening dat het havo-leerplan oude stijl (tot 1998) beter was dan het tegenwoordige havo met studiehuis.

## Profielen
Een havoleerling kiest sinds 1998 voor aanvang van het vierde schooljaar een vakkenpakket aan de hand van een profiel. Er zijn vier profielen:
- Natuur & Techniek;
- Natuur & Gezondheid;
- Economie & Maatschappij;
- Cultuur & Maatschappij.

Een aantal scholen maakt ook gebruik van "combinatieprofielen":
- Natuur, Techniek & Gezondheid;
- Economie, Cultuur & Maatschappij.

Een profiel bestaat uit een aantal vakken, dat is opgebouwd uit:
- een gemeenschappelijk deel dat voor alle profielen gelijk is;
- een profieldeel dat elk van de profielen kenmerkt;
- een vrij deel;
- een geheel vrij deel.

De vrije ruimte kunnen leerlingen gebruiken om vakken te volgen uit een ander profieldeel of een vak te kiezen dat in geen van de profielen voorkomt, bijvoorbeeld Management en Organisatie. Het is scholen toegestaan om dit vrije deel gedeeltelijk in te vullen met vakken die bij de school passen. Christelijke scholen stellen bijvoorbeeld soms verplicht dat hun leerlingen een gedeelte van hun vrije deel invullen met het vak godsdienst.
Het doel van de invoering van deze profielen was de leerlingen een samenhangend vakkenpakket aan te bieden, dat een goede inhoudelijke voorbereiding zou bieden op verwante vervolgopleidingen.
| Profielkeuze in het Voortgezet Onderwijs (2011–2012) | Profielkeuze in het Voortgezet Onderwijs (2011–2012) |
| Havo                                                 | Vwo                                                  |
| ---------------------------------------------------- | ---------------------------------------------------- |
|                                                      |                                                      |

## Geschiedenis
De havo is ontstaan met de Wet Voortgezet Onderwijs (WVO), ook wel genoemd de Mammoetwet, die in 1968 is ingevoerd. Op dat moment verdwenen de mulo, de mms en de hbs, die wel als voorlopers van mavo, havo en vwo gezien kunnen worden. Op dat moment ontstond een veel grotere keuzevrijheid van schoolvakken waarin eindexamen gedaan werd. Ook nieuw was de brugklas. Pas na de brugklas werd een keuze gemaakt voor het eindniveau van de leerling.
Havo oude stijl (tot 1998):
verplichte vakken:
- Nederlandse taal en letterkunde;
- Engelse taal en letterkunde (sinds 1993).
- Wiskunde (sinds 1990)

keuzevakken:
- Duitse taal en letterkunde;
- Franse taal en letterkunde;
- Spaanse taal en letterkunde;
- economie;
- natuurkunde;
- scheikunde;
- maatschappijleer;
- biologie;
- geschiedenis;
- wiskunde (tot 1990);
- wiskunde A (vanaf 1990 na invoering HAWEX);
- wiskunde B (vanaf 1990 na invoering HAWEX);
- handelswetenschappen en recht;
- aardrijkskunde;
- kunstgeschiedenis;
- tekenen;
- muziek;
- handvaardigheid.

Met de invoering van de basisvorming in 1993 veranderde de onderbouw van het voortgezet onderwijs van karakter. Voor vijftien vakken (waarvan drie nieuwe) werden kerndoelen opgesteld. Later, in 1998, veranderde de bovenbouw, aangezien de zogenoemde "tweede fase" werd ingevoerd. In de tweede fase wordt het curriculum bepaald door vier afzonderlijke profielen (N&T, N&G, E&M en C&M). Tegelijkertijd stimuleerde de overheid het (onverplichte) studiehuis, waarin de docent zowel een onderwijzende als een begeleidende rol zou moeten krijgen. Leerlingen krijgen in het (onverplichte) studiehuisconcept een meer actieve en zelfstandige rol. Klassikaal onderwijs zou in de meest voorkomende studiehuisopvatting worden afgewisseld met andere werkvormen, zoals individueel of in groepjes aan een opdracht werken. Ook is er meer nadruk komen te liggen op het aanleren van vaardigheden.
In 2006 werd de basisvorming herzien en in 2007 de tweede fase. Voor de basisvorming krijgen scholen meer vrijheid om het onderwijs in de onderbouw naar eigen inzicht in te richten. Het doel daarbij is meer recht te doen aan de verschillen tussen de leerlingen, zodat zowel vmbo- als vwo-leerlingen op hun eigen niveau aangesproken worden. Nog in 1993 zagen docenten en schoolleiders af van het aanbrengen van dit onderscheid in curriculum of toetsing.
Voor de tweede fase kwamen er met de herziening in 2007 drie profielvakken en bij elk profiel een keuzecluster van vier vakken. De vrije ruimte wordt dus groter, maar de keuzevrijheid daarin beperkter.
Havo nieuwe stijl:
verplichte vakken:
- Nederlandse taal en letterkunde;
- Nederlandse literatuur (vaak bij Nederlands in);
- Engelse taal en letterkunde;
- lichamelijke opvoeding;
- culturele en kunstzinnige vorming;
- maatschappijleer;
- rekentoets.

keuzevakken:
- Duitse taal en letterkunde;
- Franse taal en letterkunde;
- Spaanse taal en letterkunde;
- economie;
- natuurkunde;
- scheikunde;
- biologie;
- geschiedenis;
- aardrijkskunde;
- wiskunde A of wiskunde B
- wiskunde D (beperkt);
- informatica;
- ontwerpen en onderzoeken (alleen op technasium);
- management en organisatie (M&O);
- bewegen, sport & maatschappij (BSM);
- kunst (beeldende vormgeving/muziek/dans/drama/algemeen);
- muziek;
- tehatex;
- maatschappijwetenschappen;
- filosofie;
- NLT.